# Spodnji Prekar
Spodnji Prekar este o localitate din comuna Moravče, Slovenia, cu o populație de 42 de locuitori.